# Брагін (метеорит)
Брагін — метеорит, що складається з заліза та каміння (паласит), вага якого становить 853 кг. Рештки цього метеориту знаходили в період 1807—1968 рр. на території сучасної Білорусі, а саме в Брагінському районі, що на Гомельщині. Було знайдено 13 екземплярів, загальна вага яких становить близько 800 кг (збереглося до 724 кг). Їх знаходили у різні часи, але в одній і тій самій місцевості. Склад та структура цих екземплярів ідентичні.